# バラ革命
バラ革命（バラかくめい、グルジア語：ვარდების რევოლუცია vardebis revolucia）は、2003年にジョージア（グルジア）で起こった、エドゥアルド・シェワルナゼを大統領辞任に追い込んだ暴力を伴わない革命である。

## 背景
グルジアでは1992年以降、シェワルナゼを最高指導者とした統治体制が築かれていた。シェワルナゼ政権は漸進的で穏健な統治を推進していたが、しかしそのことが体制内に事なかれ主義を蔓延させ、政権周囲の一派にグルジアの経済成長を阻害することになる汚職が拡大していく原因となった。当時のグルジアは西欧の水準から見て経済の状態が非常に乏しいものであり（旧ソ連、旧東欧諸国の中では、経済は当初は比較的安定していたほうではあったが、東欧革命後の経済成長の退潮も影響を及ぼした）、またロシアの支援を受けて事実上分離・独立状態にあるアブハジアや南オセチアもグルジア政府の支配が及ばず、アジャリア自治共和国もグルジアからの分離を掲げるアスラン・アバシゼの統治下にあった。シェワルナゼはこのような状況に対して急進的で弾圧的な態度は取らなかった。その結果、政治的、社会・経済的な危機から2003年11月2日の議会選挙直前に国民の不満が募り、シェワルナゼ派の「新グルジアのために」やアバシゼが率いるグルジア再生民主同盟の選挙での勝利に対し、ミヘイル・サアカシュヴィリが率いる野党国民運動や議員であったニノ・ブルジャナゼやズラブ・ジワニアらが属する連合民主党はこの選挙結果に反発した。

## 議会選挙と抗議運動

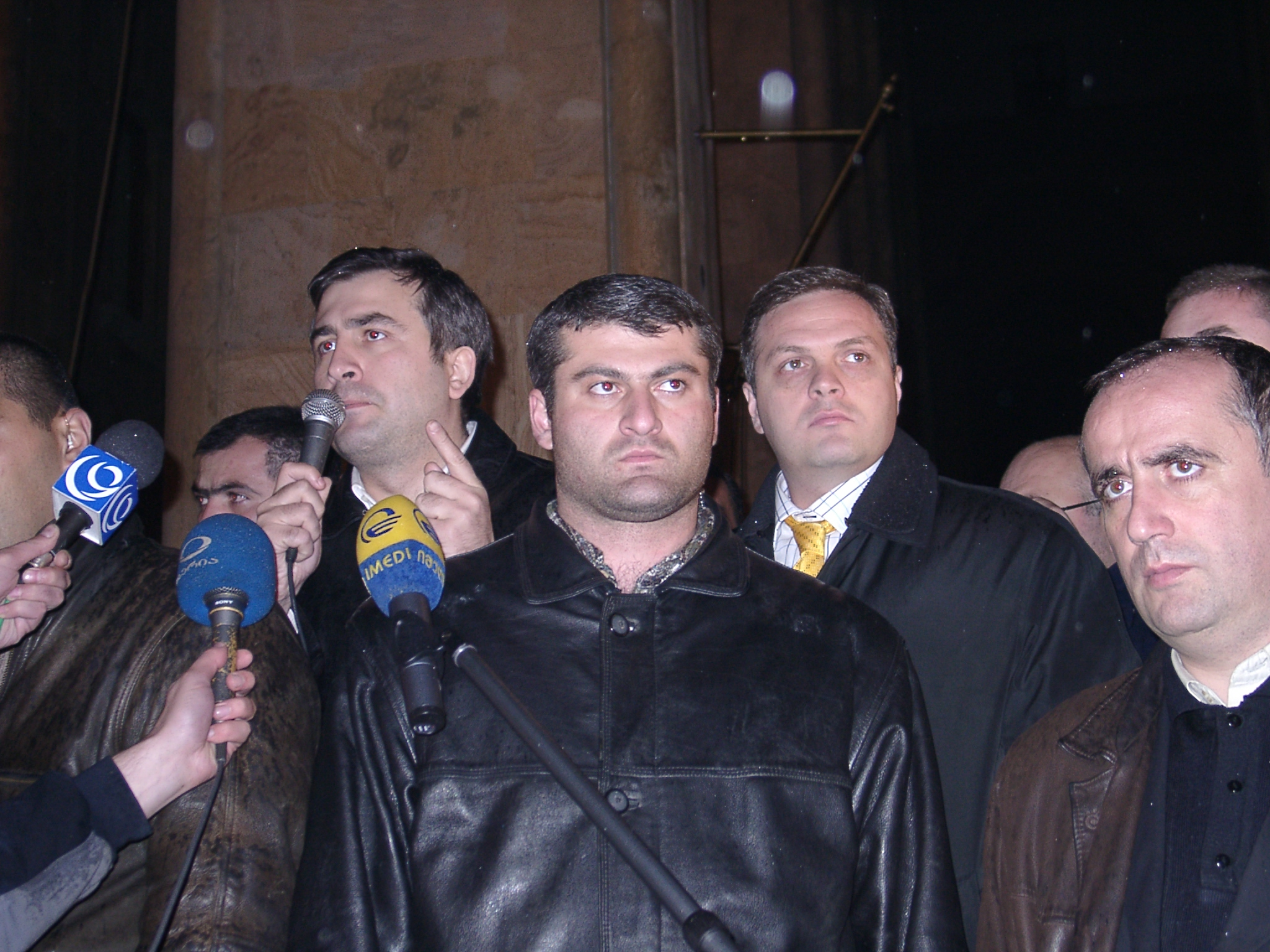
デモ運動中にマイクを持つサアカシュヴィリ
2003年11月9日、トビリシ市内にて

2003年11月2日、グルジアでは議会選挙が行われたが、この選挙結果に対して国内外の選挙監視団体からはシェワルナゼ寄りの著しい不正操作があったとして非難された。サアカシュヴィリはこの選挙で自らの勝利を主張し、また独立系の出口調査もその勝利を裏付けていた。さらにグルジア国内で活動する選挙監視団体「公正な選挙と民主主義のための国際社会 (ISFED) 」でも並行開票集計 (PVD) が行われ、サアカシュヴェリの勝利を確認していた。サアカシュヴィリと野党連合はISFEDのPVDを正式な結果として受け止め、グルジア国民にシェワルナゼ政権に対してデモを実施し、また市民による非暴力不服従を行うことを呼びかけた。また主要な野党はシェワルナゼの退陣と再選挙の要求で一致した。
11月中旬、大規模な反政府デモがトビリシの中心街で始まり、グルジア国内の主要都市でもこの動きが広まった。青年団体クマラ（グルジア語：「もうたくさんだ！」。セルビアの学生組織オトポール!（同じく「抵抗！」）の在グルジアグループ）や自由協会といった非政府組織 (NGO) もこの抗議運動に参加した。シェワルナゼ政権はアバシゼの支援を受け、支持者数千名にトビリシでの政府支持のための対抗デモを行わせている。

## 政権交代

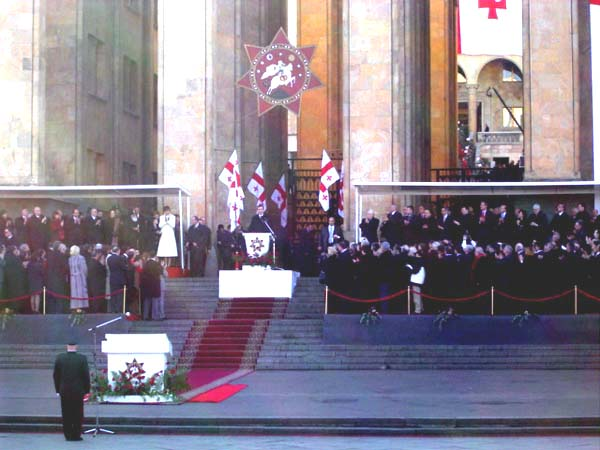
サアカシュヴィリの大統領就任式

野党の抗議行動は11月22日に頂点に達した。この日、正統ではないとみなされていた新議会が開会されるが、サアカシュヴィリ率いる野党支持者は手にバラを持って議会ビルを占拠し、シェワルナゼの議会開会演説を妨害、シェワルナゼは護衛に守られ逃亡を余儀なくされた。この経緯からこの事件は「バラ革命」と呼ばれるようになる。その後シェワルナゼは国家非常事態宣言を発し、治安部隊や警察をトビリシの大統領公邸に動員した。ところが軍部高官は政権支持を拒否、11月23日（グルジアの祝日「聖ゲオルギオスの日」）夕方、シェワルナゼはロシア外相イーゴリ・イワノフの仲介を受けてサアカシュヴィリやジワニアら野党指導者と会談し状況を議論する。会談後シェワルナゼの大統領辞任が発表され、この発表にトビリシ市内で市民から歓声が上がった。10万人を超えるデモ参加者は一晩中その勝利を祝い、花火が打ち上げられ、ロックコンサートが催された。
その後大統領には選挙で落選していたブルジャナゼが選挙実施まで暫定的に就くことになり、また最高裁判所は先の議会選挙の無効を宣言した。2004年1月4日、大統領選挙が実施されサアカシュヴィリが圧勝、同月25日に新大統領に就任した。2004年3月28日議会再選挙が行われ、サアカシュヴィリを支持する国民同盟・民主党が大勝した。なおこの選挙でほかに議席を確保できた会派は「新右派・産業がグルジアを守る」のみであった。

## 国際的な影響
2004年11月のウクライナ大統領選挙の結果が争われ引き起こったオレンジ革命はグルジアのバラ革命の刺激を受けたものとされている。グルジアの国旗がヴィクトル・ユシチェンコの支持者によって振られている様子が見受けられ、ユチシェンコも群衆に向かうさいにバラの花を手にしていた。グルジア議会防衛・安全保障委員会委員長で、自由協会のメンバーだったギヴィ・タルガマゼはウクライナの野党指導者から非暴力闘争の方法について相談を受けており、また2005年のチューリップ革命ではキルギスの野党指導者にも指南していた。
ロシア大統領ウラジーミル・プーチンは2004年12月23日、オレンジ革命が起こるさなかに記者会見で、「法の枠組みの外で政治問題を解決しようとする極めて危険な試みで、その発端はバラ革命である。彼らは青いものを志向している。」と述べている。
なお、シェワルナゼはドイツから亡命の受け入れを打診されたが、自身はグルジアに残った。これはシェワルナゼがソ連邦外相時代にドイツ統一に尽力したことをドイツが高く評価してのことだった。